# ウマル・アルテ・ガリブ
ウマル・アルテ・ガリブ(英語: Umar Arteh Ghalib or 英語: Omer Carte Qalib, ソマリ語: Cumar Carte Qaalib, アラビア語: عمر عرتي غالب) (1930年生まれ - 2020年11月18日) は、ソマリアの政治家。ソマリ民主共和国の首相を務めた。

## 生涯

### 初期
ウマルは1930年にイギリス領ソマリランドで生まれた。ソマリ族のイサック氏族のハバル・アワル支族出身。ハルゲイサで中等教育までを受け、シェイクの高校を卒業した。
1940年代後半から、ラス・アノド、ベルベラ、ハルゲイサなどで教鞭を取り、シェイクの副校長を務めた。1956年にイギリスに渡り、ブリストル大学で学んだ。1958年に帰国。帰国後、ガビレイの寄宿制中学校の初代校長となった。
その後、ソマリアは1960年に独立する。
ウマルは、1962年までモスクワのソマリア大使館に勤めた。1964年には国連ソマリア代表団の参事官を務め、1965年には駐エチオピア大使に任命された。1968年にソマリアに帰国し、1969年にソマリ青年同盟の党員としてソマリア国民議会の議員に選ばれた。

### バーレ政権
ところがその選挙結果は一部の国民には不満となり、1969年10月15日にソマリア大統領が暗殺され、21日に陸軍少将だったモハメド・シアド・バーレがクーデターで大統領となる。
1969年にウマルは外務大臣となった。1972年1月にはソマリアが国際連合安全保障理事会で1ヶ月交替の議長国となったため、議長を務めている。また、1972年のウガンダ・タンザニア戦争では、主導的な仲介役を務めた。1974年にはアラブ連盟加盟を果たした。
1976年に外務大臣を辞任し、1976年から1978年まで文化教育大臣となった。
ソマリアのバーレ大統領は1977年7月にエチオピアのソマリ人居住地区の併合を目的としてオガデン戦争を開始した。当初はソマリア軍有利に進んだが、やがてエチオピア軍が反撃してソマリア軍は劣勢となった。

### 逮捕
1982年にウマルは人民議会の議長となった。
ところが1982年7月、バーレ大統領は反政府勢力に与しているとの理由で、あるいはバーレのオガデン政策を批判したとして、ウマルら7人を逮捕した。そのまま7年間を刑務所で過ごし、1989年に反逆罪で起訴され死刑判決を受けた。しかし外国政府の圧力により、自宅軟禁に減刑された。その後、治療のためサウジアラビアの病院に入院した。

### バーレ政権崩壊前後
1990年、反政府勢力の統一ソマリ会議が首都モガディシュに侵攻し、政府軍と激しい戦闘となった。バーレ大統領はこれまで自分と同じ氏族出身の者を重用していたが、国民の懐柔策としてイサック氏族のムハンマド・ハワドレ・マダーを首相に抜擢した。ムハンマドでは事態を解決できなかったため、バーレは1991年1月24日、ムハンマドを解任してサウジアラビアに居るウマルを首相に任命した。ところがまもなく統一ソマリ会議がバーレ大統領を首都から追放したため、結局ウマルがソマリアで首相の実務を取ることはなかった。
統一ソマリ会議の議長代理（議長は1990年半ばに死去）だったアリ・マフディ・ムハンマドは自身の大統領就任を宣言し、ウマルをそのまま首相に追認した。しかしウマルはソマリアには戻らず、ケニアのナイロビから大臣3人を招集してそのままリアドで執務を取った。アリ・マフディ大統領とウマル首相は、1991年6月にジブチで開催された会議で一部の国や団体からソマリア暫定政府の首脳として認められたが、混乱（ソマリア内戦）が続いたため、結局は実情を伴わなかった。1992年12月にウマルはリヤドにて「数千人の米軍などがソマリア上陸の準備をしている」と発表している。ウマルは暫定首相を1993年5月まで務めた。

### その後

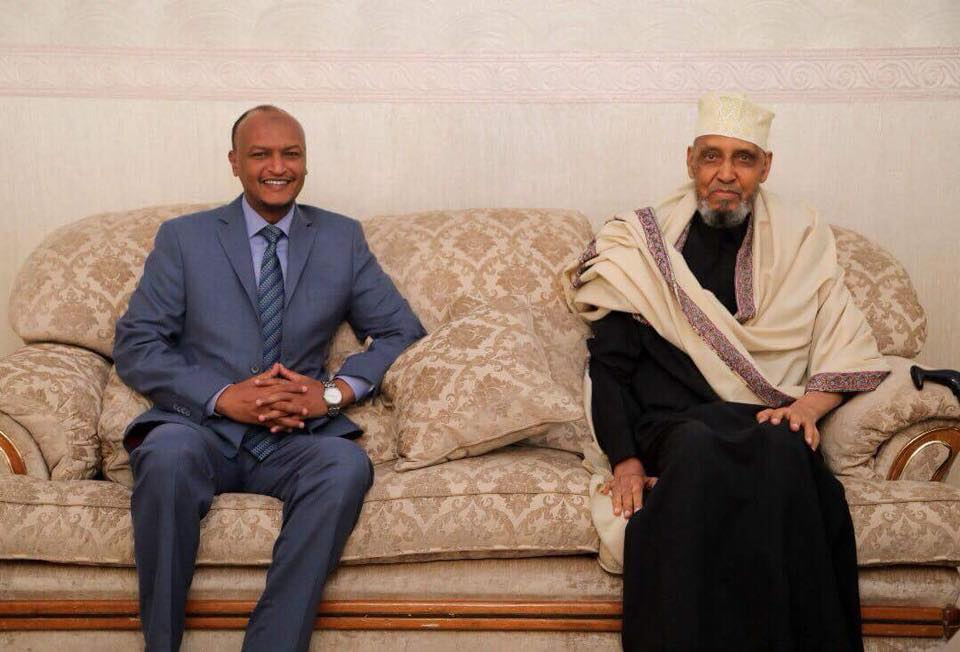
マフディ・モハメド・グライド（左）とウマル（2017年11月27日）

1993年、ウマルはソマリランドの大統領選に出馬したが、この時はイブラヒム・エガルが当選した。
2002年8月、ウマルはサウジアラビアからソマリランドの自宅に戻った。そして、再びソマリランド大統領選への出馬を表明した。その時は、サウジアラビアの国王に宛てて、ソマリランドからサウジアラビアへの家畜輸出禁止を解除するよう要請したことを明らかにしている。しかしこの時も落選し、ダヒル・リヤレ・カヒンが大統領になった。
2011年11月、ウマルはサウジアラビアの首都リヤドの自宅にて、息子アリの友人と面談しており、その時は病気であったにもかかわらず、服を着替えて客間で応対した旨が報告されている。2017年11月27日、ソマリア副首相（当時）のマフディ・モハメド・グライドが、ウマルに会うためリヤドの自宅を訪れた旨を自身のfacebookページで述べている。
2018年10月23日、ウマルは再びソマリランドのハルゲイサに戻った。10月26日にはソマリランド大統領のムセ・ビヒ・アブディがウマルを訪ねている。
2020年10月、息子のモハメドは、ハルゲイサに住む病気の父に会うため、ソマリランドの入国許可を得るためにソマリア連邦議員を辞任した上で入国を試みた。モハメドはソマリアの副首相まで務めた要人であるが、ウマルが重要人物であることなどを考慮しアブディ大統領もこれを容認したとされる。同年11月18日に同地の病院で死去。満90歳没。

## 家族
- モハメド・オマル・アルテ（英語版） 息子。2015年から2017年までソマリアの副首相。